# RCD Espanyol
Reial Club Deportiu Espanyol de Barcelona [rəˈjal ˈklub dəpuɾˈtiw əspəˈɲɔl də βəɾsəˈlonə] (dobesedno Španski kraljevski športni klub v Barceloni) je španski nogometni klub iz Barcelone. Ustanovljen je bil 28. oktobra 1900 in trenutno igra v La Ligi, 1. španski nogometni ligi.
V domačih tekmovanjih je najvidnejši rezultat Espanyola osvojitev štirih španskih kraljevih pokalov (v letih 1929, 1940, 2000 in 2006). Ima pa tudi en naslov prvaka 2. lige (1993/94), enajst naslovov prvaka katalonskega prvenstva in šest naslovov prvaka katalonskega pokala. V evropskih tekmovanjih pa je do sedaj sedemkrat nastopil v Evropski ligi in dvakrat v pokalu Intertoto. Najboljša uspeha s slednjih tekmovanj ima iz let 1988 in 2007, ko je obakrat osvojil naslov podprvaka Evropske lige. Leta 1988 je bil v finalu boljši Bayer Leverkusen (0-3), leta 2007 pa je bila po izvajanju enajstmetrovk boljša Sevilla (1-3).
Domači stadion Espanyola je RCDE Stadium. Barvi dresov sta modra in bela. Nadimki nogometašev so Periquitos ("Skobčevke"), Blanquiazules ("Belomodri") in Mágico ("Magični").

## Rivalstvo
Rival Espanyola je vedno bila Barcelona. Dvoboj med tema dvema kluboma se imenuje El derbi Barceloni.